# Michelfeld
Michelfeld är en kommun och ort i Landkreis Schwäbisch Hall i regionen Heilbronn-Franken i Regierungsbezirk Stuttgart i förbundslandet Baden-Württemberg i Tyskland.  Michelfeld har cirka 
3 900 invånare.
Kommunen ingår i kommunalförbundet Schwäbisch Hall tillsammans med staden Schwäbisch Hall kommunerna Michelbach an der Bilz och Rosengarten.